# Крухово
Крухово (пол. Kruchowo) — село в Польщі, у гміні Тшемешно Гнезненського повіту Великопольського воєводства.
Населення — 869 осіб (2011).
У 1975-1998 роках село належало до Бидгощського воєводства.

## Демографія
Демографічна структура станом на 31 березня 2011 року:
|          | Загалом | Допрацездатний вік | Працездатний вік | Постпрацездатний вік |
| -------- | ------- | ------------------ | ---------------- | -------------------- |
| Чоловіки | 440     | 72                 | 336              | 32                   |
| Жінки    | 429     | 82                 | 266              | 81                   |
| Разом    | 869     | 154                | 602              | 113                  |